# Godzilla (película de 1956)
Godzilla (título original en inglés: Godzilla, King of the Monsters!, lit. 'Godzilla, ¡el rey de los monstruos!'; en japonés: 怪獣王ゴジラ, romanizado: Kaijū Ō Gojira, lit. 'Godzilla, el rey de los kaijū') es una película de ciencia ficción dirigida por Ishirō Honda con escenas adicionales comisionadas por Joseph E. Levine y dirigidas por Terry O. Morse y protagonizada por Raymond Burr, Haruo Nakajima, Takashi Shimura, Momoko Kōchi, Akira Takarada y Akihiko Hirata. Película emblemática en la historia del cine de monstruos, se trata de una adaptación estadounidense del filme japonés Godzilla (1954). La película se lanzó en los Estados Unidos el 27 de abril de 1956 con la intención de hacerla más accesible para el público occidental, incorporando nuevas escenas protagonizadas por Burr en el papel de un periodista, Steve Martin, que investiga los catastróficos eventos causados por un monstruo gigante llamado Godzilla.
Se estrenó en el Loew’s State Theater de Times Square. La adaptación incorpora metraje adicional con el reportero Steve Martin como narrador de los sucesos y reorganiza el material original en formato de escenas retrospectivas. Aunque preserva la figura del monstruo nuclear, elimina gran parte de la carga antinuclear y política presente en el original.

## Argumento
La trama sigue al periodista estadounidense Steve Martin (interpretado por Raymond Burr), quien llega a Japón por motivos de trabajo, investigando una serie de sucesos extraños y catastróficos. La historia se desarrolla en forma de escenas retrospectivas, donde Martin narra como recuerdo personal los eventos catastróficos que presencia: el hundimiento de un barco por una misteriosa explosión, avistamientos de una criatura gigantesca, y el posterior ataque de Godzilla en Tokio, que causa devastación masiva. La criatura es descrita como un monstruo prehistórico resucitado por la radiación de pruebas nucleares submarinas, lo que le permite emerger del océano y sembrar el caos en la ciudad. Este relato se intercala con escenas del metraje japonés original, donde científicos como el Dr. Yamane y el Dr. Serizawa estudian el fenómeno Godzilla y buscan una forma de detenerlo. Mientras Godzilla ataca ciudades, Martin recorre diversos escenarios junto a Iwanaga, un oficial de seguridad japonés, siendo testigo de la devastación causada por la criatura.
El clímax de la película ocurre cuando el científico Serizawa (interpretado por Akihiko Hirata) desarrolla un dispositivo conocido como el Destructor de Oxígeno, un arma extremadamente poderosa capaz de acabar con Godzilla. A pesar de sus dudas morales sobre el uso de tal poder destructivo, Serizawa se sacrifica para activar el dispositivo y destruir al monstruo. El dilema ético que plantea la película en torno al uso de tecnologías apocalípticas refleja los temores de la era de la Guerra Fría y la preocupación por la destrucción nuclear. La historia concluye con una nota sombría, destacando la persistente amenaza de la destrucción nuclear y sugiriendo que Godzilla podría no ser el único monstruo resucitado por la radiación.

## Reparto
El elenco incluye:
- Raymond Burr como Steve Martin, un periodista estadounidense que actúa como narrador y protagonista, ofreciendo una perspectiva occidental.
- Haruo Nakajima como Godzilla.[6]
- Takashi Shimura como el Dr. Yamane, un científico que defiende el estudio de Godzilla en lugar de su destrucción inmediata.
- Momoko Kōchi como Emiko Yamane, la hija del Dr. Yamane y un personaje central en la trama.
- Akira Takarada como Hideto Ogata, el interés amoroso de Emiko y un personaje activo en la lucha contra Godzilla.
- Akihiko Hirata como el Dr. Serizawa, creador del Destructor de Oxígeno.
- Sachio Sakai como Hagiwara, un personaje secundario que contribuye al desarrollo de la narrativa.

La inclusión de Burr fue clave para hacer que la narrativa fuese más comprensible para una audiencia estadounidense. En la versión original japonesa, la película carecía de un protagonista occidental, lo cual fue considerado un obstáculo para la comercialización en Norteamérica.

## Producción

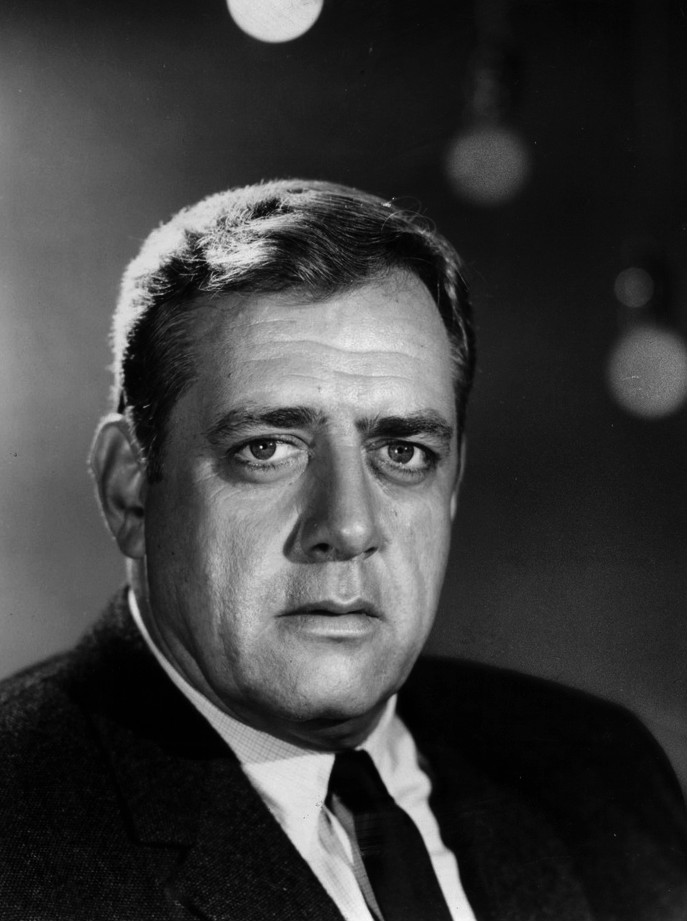
Con la intención de hacerla más accesible para el público occidental, se incorporaron nuevas escenas protagonizadas por Raymond Burr en el papel de un periodista que investiga los catastróficos eventos causados por Godzilla.

La adaptación estadounidense fue realizada por Jewell Enterprises, que adquirió los derechos del original japonés Godzilla para editarlo y crear una versión adaptada. El proceso de adaptación incluyó la eliminación de aproximadamente cuarenta minutos de la película original, además de la adición de unos veinte minutos de nuevas escenas con Raymond Burr. La inclusión de Burr tenía como objetivo servir de conexión con el público estadounidense, añadiendo un personaje con el que los espectadores occidentales pudieran identificarse y así suavizar algunos de los aspectos filosóficos y oscuros de la versión original. Para ello, Terry O. Morse empleó dobles de cuerpo y reordenó gran parte del metraje original japonés, eliminando o suavizando referencias al armamento nuclear y al trauma de la posguerra. A pesar de que la censura oficial en Japón había concluido en 1952, la adaptación mantuvo implícitos procesos de censura al diluir su mensaje político.
La adaptación partió de la adquisición de derechos por la distribuidora estadounidense Mansion International por veinticinco mil dólares, gestionada por el magnate Joseph E. Levine. Levine encargó un equipo de dirección y un guionista para reestructurar el metraje japonés, eliminando referencias directas a la Segunda Guerra Mundial y reduciendo el mensaje antinuclear original. Para abaratar costos, se mantuvieron en idioma original las escenas con Godzilla y diálogo japonés en presencia de Martin, en los cuales obtiene traducciones improvisadas de Iwanaga, mientras que se doblaron selectivamente las conversaciones entre personajes nipones ausentes del reportero. Esta estructura yuxtapone el punto de vista foráneo con la perspectiva nipona, alterando la cronología y reduciendo subtramas del guion original.
El metraje original dirigido por Ishirô Honda conservó su crédito en la versión estadounidense, mientras que las escenas adicionales fueron dirigidas por Terry O. Morse. Los efectos especiales, creados por Eiji Tsuburaya, utilizaron modelos a escala, trajes de goma y técnicas rudimentarias de movimiento pausado, que, aunque básicos en comparación con los estándares modernos, fueron innovadores en su época y esenciales para crear una atmósfera de terror y asombro. Estas técnicas de efectos especiales sentaron las bases para el cine de kaijū o cine de monstruos gigantes.
En mayo de 1957, Toho reimportó la versión estadounidense bajo el título Kaijū Ō Gojira ‘Godzilla, el rey de los kaijū’, agregando subtítulos a las escenas dobladas en inglés.

### Temas y análisis
El filme aborda explícitamente los temas de la devastación nuclear y sus secuelas, utilizando a Godzilla como símbolo del horror y la angustia derivados de la guerra atómica. La conexión con los bombardeos de Hiroshima y Nagasaki es evidente en cómo se retrata la destrucción de Tokio y la crisis moral que surge en la narrativa con el uso del Destructor de Oxígeno. La versión estadounidense, aunque suavizó algunos de los elementos más oscuros del original, conserva un mensaje antinuclear. Sin embargo, se eliminó gran parte de la crítica social explícita, optando por un enfoque que equilibra la crítica con el entretenimiento propio del cine de monstruos.

## Recepción
A pesar de su éxito de taquilla, alcanzando cerca de dos millones de dólares en ingresos en Estados Unidos, la película recibió críticas mixtas. Algunos críticos elogiaron su enfoque innovador y su capacidad para transmitir un mensaje antinuclear a través del cine de entretenimiento, mientras que otros la compararon desfavorablemente con otros clásicos del género, como King Kong (1933). El doblaje fue criticado por contar con pocos intérpretes y por emplear acentos falsos que fomentaron estereotipos raciales. Para octubre de 2024, Godzilla, King of the Monsters! mantenía una aprobación del 85 % en Rotten Tomatoes, un promedio de 6.3 en IMDb y un puntaje de 61 en Metacritic, reflejando su estatus como una obra influyente, aunque polémica, en la historia del cine de monstruos.
La crítica especializada criticó el enfoque sensacionalista y simplificado de la adaptación. Alta Maloney del Boston Traveler describió las escenas del hospital como «vistas incómodas» y las comparó con imágenes reales de la posguerra, señalando una actitud condescendiente hacia el cine japonés. Varios analistas consideraron que la versión estadounidense, única disponible en inglés hasta 2004, sacrificó la profundidad emocional y la alegoría nuclear original. Aun así, algunos críticos detectaron retazos de la metáfora antinuclear, denunciando que la adaptación «borra» gran parte del mensaje pacifista de la versión original.
La prensa especializada destacó la superficialidad de la adaptación y la baja calidad del doblaje, aunque reconoció la eficacia del montaje para capturar la atención del público juvenil. Con este enfoque, Godzilla, King of the Monsters! transformó el emblemático kaijū en un producto de entretenimiento alineado con los filmes de serie B de la época.

### Legado
La película dejó huella en la cultura cinematográfica, estableciendo a Godzilla como un ícono mundial y dando lugar a una franquicia que ha perdurado durante décadas. La combinación de metraje japonés y escenas adicionales estadounidenses estableció un precedente en la adaptación de películas extranjeras para el mercado occidental, sentando las bases para futuros proyectos similares. Godzilla, King of the Monsters! no solo popularizó el género de kaijū en Occidente, sino que también influyó en la forma en que se representan los temores nucleares en la cultura popular.